# Shahid M. G. Kiani
Shahid M. G. Kiani (ur. 23 grudnia 1953) – pakistański urzędnik i dyplomata.
Pełnił między innymi funkcję dyrektora (1998-2000) i dyrektora generalnego Foreign Service of Pakistan (2006-2009).
Był pracownikiem placówek dyplomatycznych w Rzymie (1983-1986), Birmingham (1991-1995), Lagos (1995-1998), Ottawie (2000-2004) i Dhace (2004-2006). Od 2009 piastuje urząd ambasadora w Wietnamie.